# فین وولد
فین وولد دانشمند شیمی‌دان در زمینه زیست‌شیمی اهل نروژ بود.